# Daniel Schimkowitsch
 Daniel Schimkowitsch (* 2. Januar 1985 in Fürstenfeldbruck) ist ein deutscher Koch.

## Werdegang

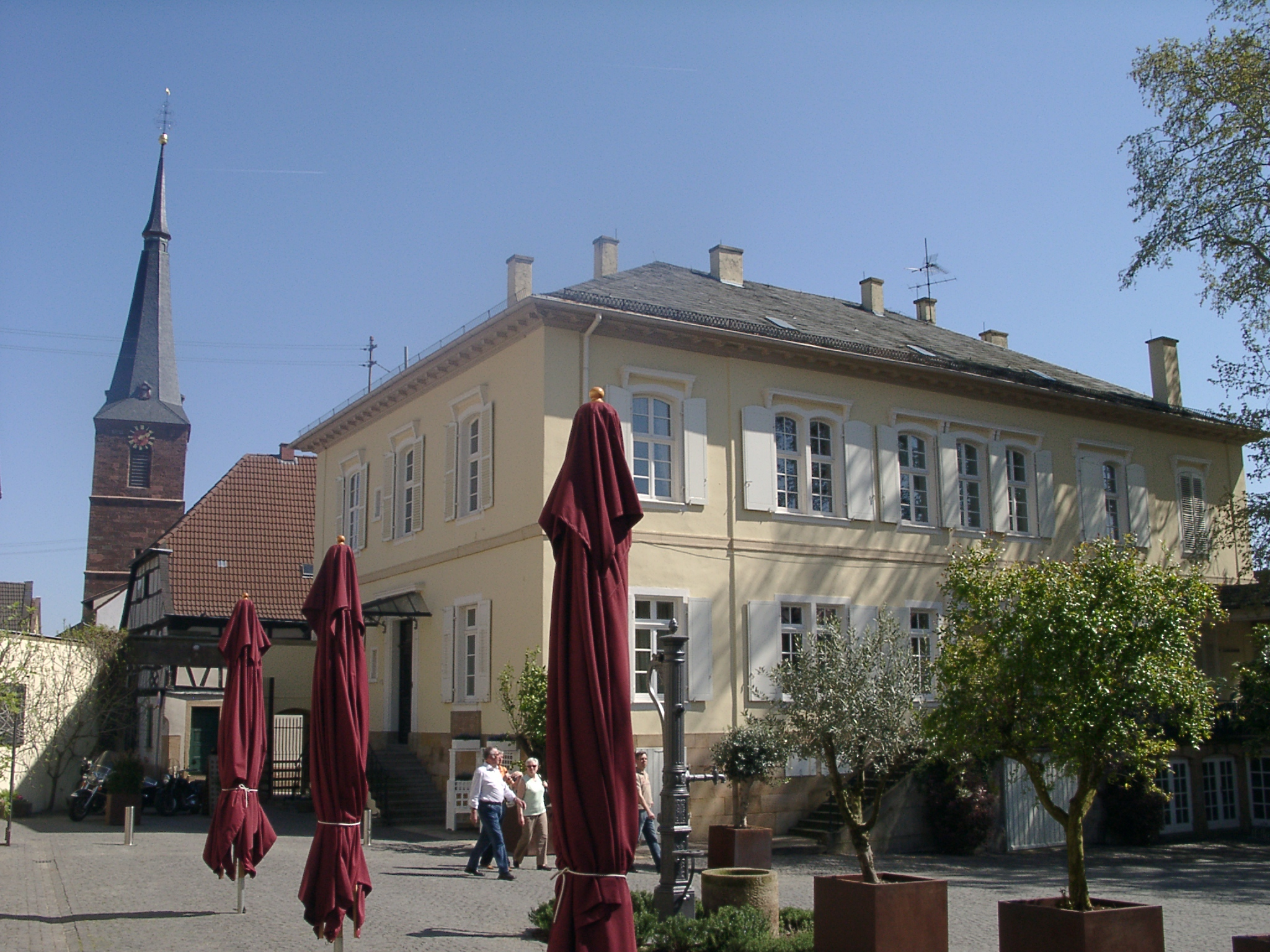
Der Ketschauer Hof

Nach seiner Ausbildung im Grand Hotel Sonnenbichl in Garmisch-Partenkirchen ging Schimkowitsch 2004 zum Burghotel Wernberg bei Christian Jürgens, (zwei Michelin-Sterne). Mit Jürgens wechselte er im Juli 2008 zum Gourmetrestaurant Überfahrt in Rottach-Egern. Er kochte fünfeinhalb Jahre bei Jürgens.
Im Juli 2009 wurde Schimkowitsch Küchenchef im Restaurant Tramin in München, das 2012 mit einem Michelin-Stern ausgezeichnet wurde.
Im Januar 2014 wechselte er als Küchenchef zum Ketschauer Hof in Deidesheim. Auch hier wurde sein Restaurant L.A. Jordan (benannt nach Ludwig Andreas Jordan) mit einem Michelin-Stern ausgezeichnet; 2023 erhielt es zwei Michelin-Sterne.
Seine französisch orientierte Küche ist mit asiatischen Aromen akzentuiert.

## Auszeichnungen
- 2010: Newcomer des Jahres im Gusto[3]
- 2011: Ein Michelin-Stern im Tramin
- 2014: Ein Michelin-Stern im L.A. Jordan
- 2018: Aufsteiger des Jahres des Gault Millau 2019[6]
- 2020: Aufsteiger des Jahres, Der Große Restaurant & Hotel Guide Ausgabe 2021[7]
- 2023: Zwei Michelin-Sterne im L.A. Jordan